# 热奈
热奈（法語：Genay，法語發音：[ʒənɛ] ⓘ）是法国里昂大都会的一个市镇，属于里昂区。

## 地理
热奈（45°53'49"N, 4°50'27"E）面积8.49 平方千米，位于法国奥弗涅-罗讷-阿尔卑斯大区里昂大都会，后者为法国的一个特殊地位集体，自2015年脱离罗讷省成立，位于法国中东部，中心城市为里昂。
与热奈接壤的市镇（或旧市镇、城区）包括：锡夫里约、马雪、索恩河畔讷维尔、圣日耳曼欧蒙多尔、蒙塔奈。
热奈的时区为UTC+01:00、UTC+02:00（夏令时）。

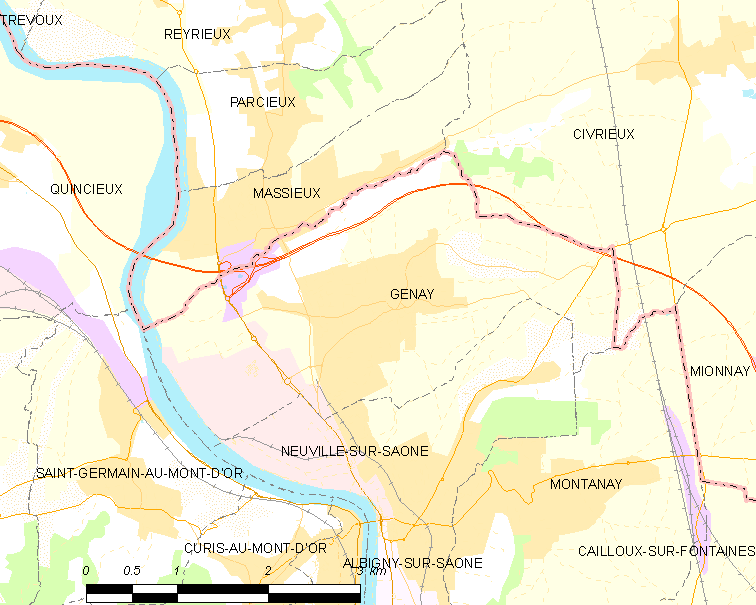
热奈的OSM定位图

## 行政
热奈的邮政编码为69730，INSEE市镇编码为69278。

## 政治
热奈的现任市长为瓦莱丽·吉罗（Valérie Giraud）女士，任期为2020-2026年。

## 人口

1962-2008年间热奈人口变化图示

热奈于2022年1月1日时的人口数量为5632人。